# 六英里 (南卡罗来纳州)
六英里（英文：Six Mile），是美国南卡罗来纳州下属的一座城市。城市类型是“Town”。其面积大约为5.55平方英里（14.38平方公里）。根据2010年美国人口普查，该市有人口675人，人口密度约为每平方 英里121.6人（约合每平方公里46.95人）。